# Sulcophanaeus batesi
Sulcophanaeus batesi là một loài bọ cánh cứng trong họ Bọ hung (Scarabaeidae).